# Bjarni Óskar Þorsteinsson
Bjarni Óskar Þorsteinsson (31 agosto 1976) è un ex calciatore islandese, di ruolo difensore.

## Carriera

### Club
La carriera di Þorsteinsson cominciò con la maglia del KR Reykjavík, per poi passare all'Uerdingen 05, con la formula del prestito. Terminata questa esperienza, fece ritorno in Islanda e continuò a giocare al KR Reykjavík. Fu poi ingaggiato dal Molde, compagine norvegese militante nella Tippeligaen. Esordì in squadra il 13 aprile 2002, subentrando a Karl Oskar Fjørtoft nel successo per 2-0 sul Brann.
Nel 2004, tornò ancora al KR Reykjavík. Dopo un'esperienza al Grótta nel 2007, si trasferì al Þróttur. Nel 2009, passò all'Einherji, dove chiuse la carriera l'anno seguente.

### Nazionale
Rappresentò diverse selezioni giovanili islandesi. Conta poi 10 presenze nella Nazionale maggiore, collezionate tra il 2000 ed il 2003.